# هو يونغ جي
هو يونغ جي (ولدت في 30 أغسطس 1994 في كوريا الجنوبية) هي مغنية وأيدول كورية جنوبية. عرفت بأنها عضوة سابقة في فرقة الفتيات الشهيرة كارا بعد أن فازت في البرنامج التلفازي كارا بروجيكت في 2014, مما جعلها تكون العضوة الجديدة في الفرقة.  

## المهنة الموسيقية

### قبل الظهور
يونغ جي كانت متدربة سابقة لدى شركة أم بي كي مع عضوة فرقة تي-آرا السابقة أريوم. لقد كان من المتوقع أن تترسم في فرقة فتيات جديدة لكنها غادرت قبل ترسيم الفرقة. لاحقاً، أصبحت متدربة في شركة كي إيست قبل أن تغادر مرة أخرى. قبل أن تصبح عضوة في فرقة كارا كانت متدربة في شركتهم دي إس بي ميديا.

### كارا (2014-2016)
في مايو 2014 , بعد خروج عضوات كارا السابقات جانغ نيكول و كانغ جي يونغ من الفرقة . شركةدي إس بي ميديا أطلقوا عن برنامج تنافسي جديد بعنون كارا بروجيكت والذي يضم حوالي 7 متدربات يتنافسن للحصول على فرصة الدخول لواحدة من أشهر فرقة الفتيات الكورية الجنوبية كارا. على الرغم من أنها فوتت عرضين على البرنامج بسبب إصابة رجلها. لكنها حصلت على اهتمام المشاهدين وتصدرت قائمة التصويت.
في 1 يوليو، ظهرت نتيجة التصويت المباشر بتوقيت 6:45 مساءاً في كوريا الجنوبية، هو يونغ جي أصبحت الفائزة في البرنامج بمجموع 49,591 صوت. ، بعد الفوز في البرنامج، قامت بإلقاء خطاب فوزها بمقولة أنها سوف تعمل بجد أكثر كعضوة كارا الجديدة .
عندما ظهرت زميلتها في الفرقة غو ها را كضيفة في الحلقة 9 من برنامج روميت، بدأت بالقول بأنها تريد أن يتم اختيار يونغ جي كعضوة في البرنامج بسبب أنها تمتلك سحراً باقي الأعضاء لا يمتلكوه،  و أن كارا يبدون أكثر شباباً معها . 
في 14 يناير 2016 , تم الإعلان أن فرقة كارا سوف تنتهي رسمياً، بعد أن قررت كل من باك غيو ري و هان سنغ يون وغو ها را عدم تجديد عقدهم مع الشركة . يونغ جي سوف تستمر تحت الشركة كمغنية منفردة . 

## الظهور في البرامج المنوعة

### روميت
لقد كانت واحدة من المشاركين في الموسم الثاني من البرنامج. ، لقد عرفت من خلال ضحكتها الصامتة. وفي حلقة الكريسماس الخاصة ظهرت عائلتها في البرنامج وتبين أنهم يمتلكون نفس الضحكة أيضاً.، في المقابلة التي جرت معها بما أنها واحدة من المشاركين في البرنامج، قالت أن هناك العديد من الناس أخبروها بأن تغلق فمها بينما تضحك. لكن كان ذلك إشكالاً عليها، والآن أنها أكثر ارتياحاً مع ضحكها بدون أن تغلق فمها . 

### هيت ميكر الموسم 2
قناة MBC EVERY1 أخبرت صحيفة إم بي إن ستا في 18 ديسمبر 2014 بأن يونغ جي سوف تنضم للموسم الثاني من البرنامج الناجح هيت ميكر، كعضوة في فرقة فتيات مكونة من ليزي عضوةأورنج كراميل ‏ و المغنية جينا و كوون سو هيون عضوة فرقة فور مينيت. الفرقة أسميت لاحقاً بأسم كامسونيو. ، أصدرت الفرقة أول عرض إعلاني لترسيمهم بأسم أغنية (ماجيك وردز) في 17 فبراير. ، تبعه بعد ثلاث أيام الفيديو الموسيقي كامل الذي صدر في 20 فبراير. 

## الإصدارت الموسيقية
| الأغنية           | السنة | الألبوم                  | الفنانين الأخرين                   |
| ----------------- | ----- | ------------------------ | ---------------------------------- |
| "ماجيك وردس"      | 2015  | لا ألبوم                 | هيونغ دون وديفكون بمشاركة كامسونيو |
| "يو أر سو يمي "   | 2015  | أوست                     |                                    |
| "هاو أباوت مي ؟ " | 2015  | ألوهارا (كان يو فيل إت؟) | غو ها را بمشاركة يونغ جي           |

## الأعمال الأخرى

### مسلسلات
Oh hae young again

### الأفلام
| السنة | العنوان                 | الدور | ملاحظات                               |
| ----- | ----------------------- | ----- | ------------------------------------- |
| 2015  | Tasty 2: Happy Together |       | إعادة إنتاج النسخة اليابانية والكورية |

### البرامج
| السنة     | القناة         | العنوان                           | الدور      | ملاحظات |
| --------- | -------------- | --------------------------------- | ---------- | --- |
| 2014      | MBC Music      | Kara Project                      | متسابقة    | فازت في البرنامج وأصبحت عضوة في كارا |
| 2014      | SBS            | Utchasa                           | ضيفة       | مع باك غيو ري |
| 2014      | KBS 2          | Happy Together                    | ضيفة       | حلقة الكريسماس الخاصة |
| 2014      | KBS            | The Lord Of The Ratings           | مذيعة      | |
| 2014-2015 | SBS            | روميت الموسم الثاني               | مشاركة     | |
| 2014-2015 | MBC Every 1    | هيت ميكر الموسم الثاني            | مشاركة     | مع جينا (مغنية) و كوون سو هيون و ليزي |
| 2015      | MBC Every 1    | ويكلي آيدول                       | ضيفة       | مع كامسونيو وبيغ بيونغ |
| 2015      | MBC            | Idol Star Athletics Championships | ضيفة       | كعضوة مشاركة في البرنامج |
| 2015      | jTBC           | A Hard Day                        | متسابقة    | |
| 2015      | KBS 2          | Game of Thrones                   | متسابقة    | |
| 2015      | KBS 2          | Let's Go! Dream Team Season 2     | ضيفة       | Charity special. |
| 2015      | KBS World      | A Style For You                   | ضيفة       | الحلقة 6, 7 (مذيعة خاصة) و9 |
| 2015      | Mnet           | Yaman TV                          | ضيفة       | Girl Group Camping Special |
| 2015      | SBS            | Founding Star                     | مشاركة     | الحلقة 1 - 6 |
| 2015      | SBS            | Star King                         | ضيفة       | |
| 2015      | KBS 2          | Yettie TV                         | ضيفة       | |
| 2015      | KBS Joy        | A Meal's Dignity                  | ضيفة       | |
| 2015      | SBS Plus       | The Great Chinese Food Battle     | ضيفة       | |
| 2015      | TVN            | Wednesday Food Talk               | ضيفة       | |
| 2015      | KBS Joy        | A Meal's Dignity                  | ضيفة       | |
| 2015      | TVN            | Conte and The City                | ضيفة       | |
| 2015      | SBS            | Same Bed Different Dreams         | ضيفة       | |
| 2016      | MBC            | Next Door CEO                     | Fixed Cast | الحلقة 1 |
| 2016      | KBS 2          | Let's Go! Dream Team Season 2     | متسابقة    | سيدة العضلات |
| 2016      | SBS            | Finding Genius                    | ضيفة       | |
| 2016      | Mnet           | Produce 101                       | ضيفة       | الحلقة 1 (ضيفة) و5 (مذيعة خاصة) |
| 2016      | Bubble Fighter |                                   | ضيفة       | |
| 2016      | KBS            | مرحباً أيها المستشار               | ضيفة       | مع كم ريوك و كي ويل |
| 2016      | KBS            | بون بون أولمبيك                   | ضيفة       | - حلقة العام القمري الجديد مع هاني وسولجي من أكسايدي وجونغيون وداهيون ونايون من توايس و ليزي من أورنج كراميل ويوجو من جيفريند وهيويون من بيستي ونارا منهيلو فينوس وكيونغري من ناين ميوسز وجيمين من أي أو أي وتشاو لاو وييزي من فيستار وبارك بو رام ونكا.سي |
| 2016      | KBS 2          | غاغ كونسيرت                       | ضيفة       | |

### الفيديوهات الموسيقية
| السنة | الأغنية         | الفنان    | الدور         |
| ----- | --------------- | --------- | ------------- |
| 2011  | "توينكل توينكل" | غيرلز داي | راقصة خلفية   |
| 2014  | "إيرور"         | فيكس      | الفتاة الألية |

### الراديو
| التاريخ         | المحطة       | البرنامج                          | ملاحظات                             |
| --------------- | ------------ | --------------------------------- | ----------------------------------- |
| نوفمبر 4, 2014  | MBC FM4U     | مع جاكسون وانغ من جوت سفن         |                                     |
| نوفمبر 26, 2014 | DSP Radio E3 | دي جي مع غو ها را                 |                                     |
| ديسمبر 6, 2014  | MBC          | اللون الحقيقي للأيدول \ سي- راديو | مع هيوك (فيكس) وكوانغمين (بويفريند) |
| مارس 28, 2015   | MBC          | اللون الحقيقي للأيدول \ سي- راديو | مع جاكسون وبامبام من جوت سفن        |
| يونيو 17, 2015  | SBS          | لي جوك جو والشارع الصغير          | مع كارا                             |
| مايو 31, 2015   | KBS Cool FM  | راديو أرض الكيبوب                 | دي جي خاصة مع غو ها را              |
| فبراير 11 2016  | SBS          | لعبة الحب بارك سو هيون            | ضيفة                                |

### التقديم
| السنة | القناة    | العرض                      | ملاحظات                                                |
| ----- | --------- | -------------------------- | ------------------------------------------------------ |
| 2014  | KBS       | ذا لورد أوف ذا رينقز       | مذيعة مع كوانغهي () وأخرون                             |
| 2015  | MBC Music | شو تشامبيون                | مذيعة خاصة مع جاهيون ودويونغ من إس إم روكيز.           |
| 2015  | SBS MTV   | ذا شو                      | مذيعة خاصة مع زومي (سوبر جونيور - إم ) وهونغبين (فيكس) |
| 2015  | MBC       | 2015 Incheon K-POP Concert | مذيعة مع كانغ إن ( سوبر جونيور ) و هيوك (فيكس )        |
| 2015  | MBC Plus  | جوائزميلون ميوزك 2015      | مذيعة البساط الأحمر مع سيو يوري                        |

## الجوائز والترشيحات
| السنة | الجائزة      | الفئة      | العمل المرشح              | النتيجة |
| ----- | ------------ | ---------- | ------------------------- | ------- |
| 2014  | Omona Awards | أفضل ثنائي | مع جاكسون عن برنامج روميت |         |

## وصلات خارجية
- هو يونغ جي على موقع IMDb (الإنجليزية)
- هو يونغ جي على موقع ميوزك برينز (الإنجليزية)
- هو يونغ جي على موقع ديسكوغز (الإنجليزية)
- هو يونغ جي على موقع ديسكوغز (الإنجليزية)
- هو يونغ جي على موقع قاعدة بيانات الفيلم (الإنجليزية)
- هو يونغ جي على موقع كينوبويسك (الروسية)